# Parecida a Granny Smith de Baltar
Parecida a Granny Smith de Baltar es el nombre de una variedad cultivar de manzano (Malus domestica). Esta manzana es originaria de Galicia, está cultivada en la colección de árboles frutales y banco de germoplasma de Mabegondo con el Nº 404; ejemplares procedentes de esquejes localizados en Baltar (Orense).

## Sinónimos
- "Manzana Parecida a Granny Smith de Baltar",[4][5]
- "Maceira Parecida a Granny Smith de Baltar".

## Características
El manzano de la variedad 'Parecida a Granny Smith de Baltar' tiene un vigor medio. Tamaño grande y porte erguido.
Época de inicio de brotación a partir de 13 de marzo y de floración a partir del 9 de mayo.
Las hojas tienen una longitud del limbo de tamaño corto, con la máxima anchura del limbo es estrecha. Longitud de las estípulas es corta y la máxima anchura de las estípulas media. Denticulación del borde del limbo es serrado, con la forma del ápice del limbo acuminado y la forma de la base del limbo es cordiforme. Con subestípulas ausentes.
Sus flores tienen una longitud de los pétalos desconocido, con una anchura de los pétalos desconocido, disposición de los pétalos desconocido, con una longitud del pedúnculo desconocido.
La variedad de manzana 'Parecida a Granny Smith de Baltar' tiene un fruto de tamaño pequeño, de forma globoso-cónica, de color amarillo, con chapa lavada, e intensidad pálida. Epidermis de textura desigual, sin pruina en su superficie y con presencia de cera débil. Sensibilidad al "russeting" (pardeamiento áspero superficial que presentan algunas variedades) medianamente sensible. Con lenticelas de tamaño grande.
Los sépalos están dispuestos de forma variable, y libres en su base; su fosa calicina es profunda y de una anchura ancha. Pedúnculo de grosor medio y de longitud largo, siendo la cavidad peduncular de una profundidad profunda y de anchura media. Con pulpa de color amarilla, cuya firmeza es intermedia y su textura es intermedia; su jugosidad es seca, con sabor de acidez media-baja, y aromática.
Época de maduración y recolección a partir del 12 de octubre. 'Parecida a Granny Smith de Baltar' es una manzana que su destino es la conservación de esta variedad en el banco de germoplasma de Mabegondo como reserva genética.

## Susceptibilidades
- Oidio: ataque débil
- Moteado: no presenta
- Raíces aéreas: no presenta
- Momificado: no presenta
- Pulgón lanígero: no presenta
- Pulgón verde: ataque medio
- Araña roja: no presenta
- Chancro del manzano: no presenta.[3]